# Verena Bonato
Verena Bonato, geboren als Verena Zimmermann, (Keulen, 7 november 1979) is een Duitse actrice.
Bonato volgde een acteeropleiding in Keulen en Berlijn. In Duitsland is ze vooral bekend door haar rol als Nicola von Lahnstein in Verbotene Liebe en als Jessica Falkenberg in de RTL-serie Unter Uns. Naast haar vaste rollen speelde ze ook gastrollen in de ziekenhuisserie St. Angela, de politieserie Die Wache en Die Nesthocker. In 2009 speelde ze enkele maanden de rol van boutique-eigenaresse Sonja Felder in Sturm der Liebe. Na een afwezigheid van twee jaar is Verena sinds 2010 weer te zien in Verbotene Liebe. Bonato woont op dit moment in Keulen.

## Filmografie (selectie)
- 1997–1999: Unter uns
- 2000–2001: St. Angela
- 2001: Herzschlag
- 2001: Die Wache
- 2002: Nesthocker – Familie zu verschenken – Dreiergespann
- 2002: Küstenwache – Absturz in den Tod
- 2002: Alarm für Cobra 11
- 2002–2015: Verbotene Liebe
- 2004: Hexenjagd
- 2004: Zaubertot
- 2006: Unser Charly – Charly und das blaue Buch
- 2006: WC-Besetzt
- 2008: 112 – Sie retten dein Leben
- 2008–2009: Sturm der Liebe
- 2010: Der Landarzt – Schlechte Gewohnheiten
- 2010: Lady Pochoir
- 2011: Geister all inclusive
- 2014: Jojo sucht das Glück
- 2020: Alles was zählt